# Il Natale del perdono
Il Natale del perdono è un cortometraggio muto italiano del 1907 diretto da Giovanni Vitrotti.